# NGC 1108
NGC 1108 è una lontana galassia lenticolare (o ellittica) situata nella costellazione dell'Eridano, a una distanza di circa 437 milioni di anni luce dalla nostra Via Lattea.

## Scoperta
La galassia è stata scoperta il 31 ottobre 1886 dall'astronomo statunitense Lewis Swift.